# Korean Movie Database
Korean Movie Database (KMDb) es una base de datos surcoreana en línea que almacena información relacionada con películas coreanas, animación, actores, programas de televisión, personal de producción y otra información relacionada con el cine de Corea del Sur. KMDb fue lanzada en febrero de 2006 por el Archivo de Cine Coreano. Si bien se inspiró en el archivo de películas comerciales en línea estadounidense, Internet Movie Database, el sitio es público.